# Обласни одбор аеро-клуба Наша крила у Нишу
Обласни одбор аеро-клуба „Наша крила” у Нишу (скраћено ОО АК „НК” Ниш) основан је 1927. године као удружење грађана југа и истока Србије, чији је циљ био развој спортског ваздухопловства у Србији и Краљевини Југославији.. Клуб је настао на иницијативу и свесрдно залагање чланова Средишњег управног одбора Краљевског Аеро-клуба „Наша крила“ из Београда, као један од Обласни одбор Аеро-клуба „Наша крила“, са задатком да у области спортског ваздухопловства покрива делатност Аеро-клуба на целој територији ондашње нишке области, а некон формирањем Моравске бановине и на њеној територији. Пред Други светски рат. и престанак рада, рат током окупације АК је у свом летачком парку имао четири авиона и десетак једрилица. Клупске просторије, од оснивања клуба налазиле су се у Нишу у улици генерала Милојка Лешјанина, у изнајмљениом простору зграде
на потезу између улица Давидове и Скопљанске.

## Значај
Од свог оснивања 1927. године до престанка са радом априла 1941. године, ОО АК „Наша крила“ у Нишу је:
Формирао
- 18 месних одбора,
- 14 ђачких подмладака,
- велики број моделарских радионица са преко 400 модела,
- две једриличарске групе „Синђелић“ у Нишу
- једриличарску групу „Орао“ у Зајечару
- једриличарску школу код Корвинграда,

Одржао
- више аеродана и аеромитинга
- неколико хиљада ваздушних „крштења“.

## Историја
Оснивању аеро-клубова у Краљевини Југославији зачето је крајем октобра 1921. године у Београду, у кафани „Код белогорла“, када је основан „Српски аеро-клуб“ од војних ваздухопловних ветерана
са Солунског фронта. Потом је 14. маја 1922. године регистрован аероклуб под називом Аеро-клуб Краљевине СХС „Наша крила”, који је од 1935. године, па све до избијања Другог светског рата у
Југославији, носио назив Краљевски Југословенски Аеро-клуб „Наша крила“. У оквиру њега налазила се Средишња управа АК „Наша крила“ из Београда која је до 1927. године у ондашњој Краљевини СХС имала осам обласних одбора.
У периоду од краја фебруара 1927. до одржавања Седме редовне годишње Скупштине АК Краљевине СХС „Наша крила“, у Скопљу маја 1928. године, формирана су 24 обласна и 195 месних одбора АК, међу којима је био и Обласни одбор (OO) АК „НК“ у Нишу, основан у првој половини 1927. године.
Први председник ОО АК у Нишу био је генерал Милан Јечменић, тада на дужности команданта Моравске дивизијске области са седиштем у Нишу, који је у првим годинама постојања и рада АК, покренуо популаризацију ваздухопловства, и организацију нових месних одбора по местима Моравске бановине и омасовљавању клуба пријемом нових чланова.
Када је на чело ОО АК „НК“ у Нишу, 1933. године дошаои дивизијски генерал Драгослав Миљковић, целокупна активност АК је интензивира у свим областима рада аеро-клуба.
Делатност АК се претежно у првим годинама његоовог рада одвијала кроз организовање предавања са
темама из разних области ваздухопловства, приказивање ваздухопловних филмова, организовање аеродана и аеромитинга, као и приређивање елитних друштвених забава.
Клуб је непрестано бројчано јачао, па је 1936. године омасовљавањем формирана организација школских ваздухопловних подмладака по средњим и средњим стручним школама, која је на крају 1936. довела до тога да ОО АК „НК“ у Нишу броји 1.105 чланова подмлатка, па је АК био на петом месту по величини у ондашњој држави - Краљевини Југославији, одмах после аероклубова из Београда, Новог Сада, Скопља и Сарајева. Исте године основана је и моделарска секција на челу са Животом Јанковићем, тада вероучитељем Основне школе „Краљ Александар“ у Нишу, а касније свештеником и дугогодишњим старешином цркве Светог оца Николаја у Нишу.

### Први хангари и ваздухоплови у АК
1936. година
За потребе АК у Нишу, током 1936. године, на североисточној страни војног аеродрома у Медошевцу изграђен је први, а убрзо и други метални клупски хангар.).
Потом је средином августа 1936. године АК у Нишу добио и први ваздухоплов преко Средишње управе АК као поклон Војног ваздухопловства и свој први авион, „Физир“ — ознаке YU-PDN.
Филип Баранов, руски емигрант, који је био прослављени пилотски ас, по доласку у Србију радио је као професор летења у Новом Саду, а након доласка у Ниш почетком 1930-их постајо је први и главни спортски пилот моторних авиона Обласног одбора аероклуба „Наша крила” у Нишу.
1937. година
Аероклуб „Ниш“ је 1937. године организовао пет моделарских течајева са 215 полазника, мањи број чланова подмлатка и послао неколико чланова у Једриличарску школу на Златибору.
Обласни одбор аероклуба „Ниш“ у току 1937. године имао највећи број одржаних аеродана од свих обласних одбора у земљи и то укупно 28,19.
Такође према писање новинара листа Правда, први сеоски аеромитинг у Моравској и Вардарској бановини одржан је дана 26. јуна 1937. године у селу Бојнику близу Лебана, а у организацији аероклуба из Ниша.
1938. година
Септембра месеца 1938. године, када је Обласни одбор АК „Наша крила“ у Нишу је на војном аеродрому „Медошевац“, испред своја два клупска хангара организовао велики аеромитинг пред око 15.000 посетилаца, извршено је крштење другог клупског авиона, марке Месершмит Bf 108 — ознаке YU-PFC.
1939. година
ОО АК „Ниш“ У времену од 15. јуна до 15. октобра 1940. године организовао је прву једриличарску школу у близини Ниша код Корвинграда. Једриличарска школа са шаторским логором и
новосаграђеним дрвеним баракама налазила се на самој десној обали Јужне Мораве између друмског и железничког моста и то непосредно уз друмски мост пута Ниш - Лесковац.
1940. година
Дана 3. новембра 1940. године, на централном нишком Тргу краља Милана, одржана је велика ваздухопловна свечаност, на којој је крштено осам нових једрилица Обласног одбора аероклуба (шест типа „Врабац“, једна типа „Цеплинг“ и једна типа „Комар“).
Једрилице су добиле следећа имена: „Чегар“, „Орао“, „Синђелић“, „Делиград“, „Војвода Вук“, „Кобац“, „Соко“, „Ниш“. Њихови кумови су били: председник Краљевске владе Драгиша Цветковић, генерал Предић, министар за физичко васпитање народа Душан Пантић, бан Моравске бановине Јанићије Красојевић, командант V армије генерал Владимир Цукавац, потпуковник, Чедомир Стојиљковић, генерал Драгослав Миљковић, председник нишке Општине Драги Живковић.

### Престанака рада
Избијање Другог светског рата, нацистичка окупација и грађански Југославији|рат у Југославији прекинули су рад аеро-клуба у Нишу, 8. априла 1947. године уласком непријатељске војске у Ниш.
Сусбина ваздухоплова Обласног одбор аеро-клуба Наша крила у Нишу, није потпуно разјашњена, по једној претпоставци баздухоплови су пред почетак Другог светског рата 1941. године предати Ваздухопловству војске Краљевине Југославије, а по другој да су ваздухоплови страдали током напада немачких авиона на нишки аеродром првих дана рата.

## Ваздухоплови у флоти АК у Нишу
Од оснивања, до окупације Ниша од стране Немачке војске 8. априла 1941. године, аеро-клуб је у свом саставу имао следеће ваздухоплове (види табелу).

### Спортски авиони
| Датум набавке          | Тип и ознака авиона                | Слика авиона | Напомене |
| ---------------------- | ---------------------------------- | ------------ | --- |
| Средина августа 1936.  | Физир ФН YU-PDN                    |              | Овај (први) авион Обласни одбора аероклуба „Наша крила“ у Нишу, добио је на десетогодишњица оснивања и рада. Тим поводом, на тркалишту Моравског кола јахача „Кнез Михајло“ (хиподром) у Чаиру, тадашњи министар Драгиша Цветковић кумовао је крштењу овог авиона под именом „Ниш“. |
| Септембар 1938.        | Месершмит Bf 108 B-1 Тајфун YU-PFC |              | Овај модел нишког Месершмита Тајфун, у моменту долета, био је први и једини авион те марке у Краљевини Југославији. Војни авиони истог типа стигао је у Југославију 1939. Обласни одбор АК у Нишу купио је овај авион уз велику финансијску помоћ Моравске бановине и бана Марка Новаковића и Предрага Лукића. Авион је крштен именом „Морава“ од стране кума, бана Моравске бановине Јанићија Красојевића. |
| Јун 1939.              | Де Хевиланд DH.60 Мот YU-PCH       |              | Авион је први пут употребљен на великом земаљском аеромитингу у Нишу 4. јуна 1939. године. По завршеном црквеном обреду, министар финансија и члан средишње управе Војин Ђуричић разбио је флашу шампањца о осовину елисе авиона и крстио га именом „Тимок.“ |
| Крајем 30. тих 20 века | Рогожарски РВД-13 YU-PFE.          |              | Овај авион је ОО АК Ниш је крајем тридесетих година 20. века повремено користио, јер није било његово власништво. Наиме овај авион, висококрилац тросед, припадао је Средишњој управи АК „НК“ из Београда. |

### Једрилице
| Тип једрилице | Комада | Слика једрилице | Напомене |
| ------------- | ------ | --------------- | --- |
| Врабац        | 8      |                 | Чланови једриличарске секције и једриличарске групе „Синђелић“ израђивали су ручно сами овај тип једрилице у својој (клупској) радионици у Шуматовачкој улици у Нишу. |
| Цеглинг       | 1      |                 | Конструисан је за стартовање помоћу гумене праћке (ужета), уобичајеног начина стартовања између Првог и Другог светског рата. Конструктор је био немац Александар Липиш, а произведена је у Икарбусу. ОО АК „Ниш“ је ову једрилицу користио 1940. у првој једриличарску школи у близини Ниша, за полетање са брда код Корвинграда.                             |
| Комар         | 1      |                 | Једрилицу је конструисао пољски конструктори Антони Коцјан и Аполинарски Собиерајски 1933. године. Дизајниран је као једрилица високе перформансе за обуку и тренинг пилота у напредном летењу. Аеро-клубови у Краљевини Југославији, укључујући и Нишки су је користили све до 1941. У НДХ су је за време Другог светског рата користили у Босни и Хрватској. |